# フィリップ・リー
フィリップ・リー（李少偉）は、香港の映画プロデューサー。

## 経歴
- 日本大学芸術学部大学院　ディレクション専攻
- AFI（アメリカン・フィルム・インスティテュート）大学院　プロデューシング専攻
- 香港理工大学大学院　経営学博士号取得

『グリーン・デスティニー』『HERO』『LOVERS』等のハリウッド出資によるアジア映画製作に関わる。また、韓国映画『僕の彼女を紹介します』ではエグゼクティブ・プロデューサーを務めた。

## 主要担当作品

### 映画
- The Forbidden Kingdom （2008年）　プロデューサー（製作中）
- ダークナイト The Dark Knight （2008年）
- SPIRIT （2006年）　アソシエイト・プロデューサー
- 僕の彼女を紹介します （2004年）　エグゼクティブ・プロデューサー
- LOVERS （2004年）　特別協力
- トゥームレイダー2 Lara Croft Tomb Raider: The Cradle of Life （2003年）　ライン・プロデューサー
- HERO （2002年）　ライン・プロデューサー
- グリーン・デスティニー （2000年）　アソシエイト・プロデューサー
- 始皇帝暗殺 （1998年）　アソシエイト・プロデューサー